# Ryan Bader
Ryan DuWayne Bader (7 de junio de 1983) es un artista marcial mixto estadounidense que actualmente compite en la categoría de peso pesado de Bellator MMA y Professional Fighters League, donde es el actual Campeón Mundial de Peso Pesado de Bellator. También ha sido Campeón Mundial de Peso Semipesado de Bellator, y ganador del Grand Prix de Peso Pesado de Bellator de 2018. En Bellator 214, Bader se convirtió en el primer peleador en la historia de Bellator en convertirse en campeón en dos divisiones simultáneamente. Antes de firmar con Bellator, Bader compitió en Ultimate Fighting Championship (UFC) en la categoría de peso semipesado y fue miembro y ganador del The Ultimate Fighter: Team Nogueira vs. Team Mir. Desde el 8 de diciembre de 2023, está en la posición #9 del ranking libra por libra de Bellator.

## Biografía
Bader nació en Reno, Nevada. Asistió a la Robert McQueen High School, donde ganó dos campeonatos estatales y se clasificó cuarto en el país en la lucha libre. Asistió a la Universidad Estatal de Arizona donde se encontró con sus compañeros universitarios: el dos veces campeón de peso pesado de UFC, Caín Velásquez, y C.B. Dollaway. También fue un dos veces All-American, colocándose 4º en 2004 como estudiante de segundo año y 7º en 2006 como sénior. Comenzó a entrenar en Arizona Combat Sports a principios de 2007.

## Carrera en artes marciales mixtas

### Ultimate Fighting Championship
Bader se enfrentó a Carmelo Marrero en UFC Fight Night 18, a quien derrotó por decisión unánime. Durante la pelea, Bader se desgarró el ligamento colateral tibial y el ligamento cruzado posterior, lo que le mantuvo de baja hasta el próximo otoño.
En su retorno tras sufrir la lesión, Bader derrotó a Eric Schafer el 24 de octubre de 2009 en UFC 104.
El 21 de febrero de 2010, Bader se anotó una victoria por KO ante Keith Jardine en UFC 110.
En UFC 119, Bader derrotó a Antônio Rogério Nogueira por decisión unánime. Bader controló la mayor parte de la pelea con su lucha.
Bader sufriría la primera derrota de su carrera ante Jon Jones el 5 de febrero de 2011 en UFC 126 por sumisión en el primer asalto.
El 2 de julio de 2011, Bader sufrió su segunda derrota consecutiva ante Tito Ortiz en UFC 132 por guillotina en el primer asalto.
En su siguiente pelea, Bader se resarció de su dos derrotas y noqueó a Jason Brilz el 19 de noviembre de 2011 en UFC 139
Bader se enfrentó a Quinton Jackson el 26 de febrero de 2012 en UFC 144. Bader ganó la pelea por decisión unánime.
Bader se enfrentó a Lyoto Machida el 4 de agosto de 2012 en UFC on Fox 4. Bader perdió la pelea por KO tras cometer el error de lanzarse sobre Machida y esté le cazara con un golpe.
El 26 de enero de 2013, Bader sometió a Vladimir Matyushenko en UFC on Fox 6. Tras el evento, Bader ganó el premio a la Sumisión de la Noche.
Bader se enfrentó a Glover Teixeira el 4 de septiembre de 2013 en UFC Fight Night 28. A pesar de que Teixeira fuera pronto llevado al suelo, Bader perdió la pelea por nocaut técnico en el primer asalto.
Bader se enfrentó a Anthony Perosh el 7 de diciembre de 2013 en UFC Fight Night 33. Bader ganó la pelea por decisión unánime.
El 14 de junio de 2014 en UFC 174, Bader derrotó a Rafael Cavalcante por decisión unánime.
Bader se enfrentó a Ovince St. Preux el 16 de agosto de 2014 en UFC Fight Night 47. Bader ganó la pelea por decisión unánime.
El 24 de enero de 2015, Bader se enfrentó a Phil Davis en UFC on Fox 14. Bader ganó la pelea por decisión dividida.
El 3 de octubre de 2015, Bader se enfrentó a Rashad Evans en UFC 192. Bader ganó la pelea por decisión unánime.
Bader se enfrentó a Anthony Johnson el 30 de enero de 2016 en UFC on Fox 18. Bader perdió la pelea por nocaut en el primer asalto.
Bader se enfrentó a Ilir Latifi el 3 de septiembre de 2016 en UFC Fight Night 93. Ganó la pelea por nocaut en el segundo asalto y recibió un premio a Actuación de la Noche.
Bader enfrentó a Antônio Rogério Nogueira en una revancha el 19 de noviembre de 2016 en el evento principal de UFC Fight Night 100. Ganó la pelea por TKO en el tercer asalto después de dominar a Nogueira en la lona. La lucha de Bader contra Nogueira fue la última en su contrato con la UFC y después quedó como agente libre.

### Bellator MMA
En el podcast de Ariel Helwani, el MMA Hour, Bader dijo que tiene un contrato con Bellator MMA en la mano, que las negociaciones están en proceso, y que la UFC tiene el derecho de igualar la oferta de Bellator. Si la UFC opta por no hacerlo, su deseo sería una pelea inmediata contra el actual campeón de peso semipesado de Bellator, Phil Davis, a quien ya venció en la UFC. El 21 de marzo de 2017, Bader anunció que la UFC no había tratado de igualar la oferta de Bellator y que había firmado oficialmente con Bellator MMA.

#### Campeonato Mundial de Peso Semipesado de Bellator
Bader fue presentado oficialmente como peleador de la compañía en Bellator 175. Después del evento principal, Bader ingresó a la jaula y anunció que se enfrentaría a Muhammed Lawal en Bellator 180 el 24 de junio de 2017. Sin embargo, Lawal se retiró de la pelea y Bader se enfrentó al campeón del peso semipesado de Bellator, Phil Davis, en una revancha. La primera pelea entre ambos tuvo lugar en UFC on Fox: Gustafsson vs. Johnson el 24 de enero de 2015 con Bader ganando por decisión dividida. Bader ganó la revancha de nuevo por decisión dividida para convertirse en el nuevo campeón del peso semipesado.
En su primera defensa del título, Bader se enfrentó a Linton Vassell en Bellator 186 el 3 de noviembre de 2017. Ganó la pelea por TKO en el segundo asalto.
Bader enfrentó a Muhammed Lawal en los cuartos de final del Grand Prix de peso pesado de Bellator por el campeonato de peso pesado en Bellator 199 el 12 de mayo de 2018. Ganó la pelea por nocaut técnico en 15 segundos.
Bader enfrentó a Matt Mitrione en las semifinales del torneo en Bellator 206 el 12 de octubre de 2018. Ganó la pelea por decisión unánime, avanzando a la final del torneo.
En la final, Bader enfrentó a Fedor Emelianenko por el Campeonato Mundial Vacante de Peso Pesado de Bellator en el evento estelar de Bellator 214 el 26 de enero de 2019. Bader ganó el título por KO en el primer asalto, convirtiéndose en el primer campeón simultáneo de dos divisiones en la historia de Bellator.
En abril de 2019, Bader firmó un contrato de exclusividad de seis peleas con Bellator.
El 11 de julio de 2019, se anunció que Bader estaba programado para hacer la primera defensa de su título de peso pesado contra Cheick Kongo. La pelea encabezó el Bellator 226 el 7 de septiembre de 2019. La pelea terminó en sin resultado en el primer asalto cuando Bader realizó un piquete en la nariz de Kongo que lo dejó incapaz de continuar, por lo que Bader retuvo su título.
Bader fue programado para defender su título de peso semipesado contra Vadim Nemkov el 9 de mayo de 2020, en Bellator 242. Sin embargo, se anunció que el Bellator 242 y la pelea de Bader contra Nemkov había sido pospuesta por la Pandemia de COVID-19. La pelea titular con Nemkov fue reprogramada y se llevó a cabo el 21 de agosto de 2020, en Bellator 244. Bader perdió la pelea y el título por TKO en el segundo asalto.

#### Grand Prix de Peso Semipesado de Bellator
El 9 de febrero de 2021, se anunció que Bader participaría en el Grand Prix de Peso Semipesado de Bellator. Enfrentó a Lyoto Machida en los cuartos de final. La pelea se llevó a cabo el 9 de abril de 2021, en Bellator 256. Bader ganó la pelea por decisión unánime.
En la semifinal del Grand Prix, Bader enfrentó a Corey Anderson el 16 de octubre de 2021, en Bellator 268. Perdió la pelea por TKO en el primer asalto.

#### Reinado de Peso Pesado
Bader hizo la primera defensa de su título de peso pesado contra el Campeonato Interino de Peso Pesado de Bellator Valentin Moldavsky el 29 de enero de 2022, en Bellator 273. Ganó la pelea por una controversial decisión unánime. 7 de 11 medios especializados le dieron la pelea a Moldavsky.
Como la primera pelea de su nuevo contrato de cuatro peleas, Bader hizo la segunda defensa de su título en una revancha contra Cheick Kongo el 6 de mayo de 2022, en Bellator 280. Ganó la pelea por decisión unánime.
Bader hizo la tercera defensa de su título en una revancha contra Fedor Emelianenko el 4 de febrero de 2023, en Bellator 290. Ganó la pelea por TKO en el primer asalto.
Bader estaba programado para hacer la cuarta defensa de su título en una revancha contra Linton Vassell el 7 de octubre de 2023, en Bellator 300. Sin embargo, Vassell se retiró de la pelea unos días antes del evento por una enfermedad y la pelea fue cancelada.

#### Bellator vs. PFL
Bader enfrentó al Campeón de Peso Pesado de PFL de 2023 Renan Ferreira el 24 de febrero de 2024, en PFL vs. Bellator. Perdió la pelea por TKO en el primer asalto.

## Vida personal
Bader y su novia Daisy se casaron a finales de octubre de 2010. La pareja tiene tres hijos, el primero nació en abril de 2012, el segundo en marzo de 2013 y el último en septiembre de 2014.

## Campeonatos y logros
| - Ultimate Fighting Championship - Ganador del The Ultimate Fighter 8 de Peso Semipesado - Sumisión de la Noche (una vez) - Bellator MMA - Campeonato Peso Pesado de Bellator (una vez, actual) - Campeonato Peso Semipesado de Bellator (una vez) - Primer peleador en la historia de Bellator en tener dos títulos simultáneamente | - National Collegiate Athletic Association - NCAA División I All-American en la Universidad Estatal de Arizona (2004), (2006) - NCAA División I 197 lb - 4º en la Universidad Estatal de Arizona (2004) - NCAA División I 197 lb - 7º en la Universidad Estatal de Arizona (2006) - Campeonato Pacific-10 Conference en la Universidad Estatal de Arizona (2003, 2004 y 2006) |

## Récord en artes marciales mixtas
| Récord profesional | Récord profesional | Récord profesional |
| 40 peleas          | 31 victorias       | 8 derrotas         |
| ------------------ | ------------------ | ------------------ |
| Nocaut             | 13                 | 6                  |
| Sumisión           | 3                  | 2                  |
| Decisión           | 15                 | 0                  |
| Sin resultado      | 1                  | 1                  |

| Resultado     | Récord   | Oponente                 | Método                            | Evento                                | Fecha                    | Ronda | Tiempo | Localización            | Notas                                                                                       |
| ------------- | -------- | ------------------------ | --------------------------------- | ------------------------------------- | ------------------------ | ----- | ------ | ----------------------- | ------------------------------------------------------------------------------------------- |
| Derrota       | 31–8 (1) | Renan Ferreira           | TKO (golpes)                      | PFL vs. Bellator                      | 24 de febrero de 2024    | 1     | 0:21   | Riad                    | Campeón de Bellator vs. Campeón de PFL.                                                     |
| Victoria      | 31–7 (1) | Fedor Emelianenko        | TKO (golpes)                      | Bellator 290                          | 4 de febrero de 2023     | 1     | 2:30   | Inglewood, California   | Defendió el Campeonato de Peso Pesado de Bellator.                                          |
| Victoria      | 30–7 (1) | Cheick Kongo             | Decisión (unánime)                | Bellator 280                          | 6 de mayo de 2022        | 5     | 5:00   | Paris                   | Defendió el Campeonato de Peso Pesado de Bellator.                                          |
| Victoria      | 29–7 (1) | Valentin Moldavsky       | Decisión (unánime)                | Bellator 273                          | 29 de enero de 2022      | 5     | 5:00   | Phoenix, Arizona,       | Defendió el Campeonato de Peso Pesado de Bellator.                                          |
| Derrota       | 28–7 (1) | Corey Anderson           | KO (golpes)                       | Bellator 268                          | 16 de octubre de 2021    | 1     | 0:51   | Phoenix, Arizona,       |                                                                                             |
| Victoria      | 28–6 (1) | Lyoto Machida            | Decisión (unánime)                | Bellator 256                          | 9 de abril de 2021       | 3     | 5:00   | Uncasville, Connecticut |                                                                                             |
| Derrota       | 27–6 (1) | Vadim Nemkov             | TKO (patada a la cabeza y golpes) | Bellator 244                          | 21 de agosto de 2020     | 2     | 3:02   | Uncasville, Connecticut | Perdió el Campeonato de Peso Semipesado de Bellator.                                        |
| Sin resultado | 27–5 (1) | Cheick Kongo             | NC (piquete a la nariz)           | Bellator 226                          | 7 de septiembre de 2019  | 1     | 3:51   | San José, California    |                                                                                             |
| Victoria      | 27–5     | Fedor Emelianenko        | KO (golpes)                       | Bellator 214                          | 26 de enero de 2019      | 1     | 0:35   | Inglewood, California   | Bellator MMA GP 2018 de Peso Pesado (Final); Ganó el Campeonato de Peso Pesado de Bellator. |
| Victoria      | 26–5     | Matt Mitrione            | Decisión (unánime)                | Bellator 207                          | 12 de octubre de 2018    | 3     | 5:00   | Uncasville, Connecticut | Semifinal del Grand Prix de peso pesado.                                                    |
| Victoria      | 25–5     | Muhammed Lawal           | TKO (golpes)                      | Bellator 199                          | 12 de mayo de 2018       | 1     | 0:15   | San Jose, California    | Debut en peso pesado. Cuartos de final del Grand Prix de peso pesado.                       |
| Victoria      | 24–5     | Linton Vassell           | TKO (golpes)                      | Bellator 186                          | 3 de noviembre de 2017   | 2     | 3:58   | Pensilvania             | Defendió el Campeonato de Peso Semipesado de Bellator.                                      |
| Victoria      | 23–5     | Phil Davis               | Decisión (dividida)               | Bellator 180                          | 24 de junio de 2017      | 5     | 5:00   | Nueva York              | Ganó el Campeonato de Peso Semipesado de Bellator.                                          |
| Victoria      | 22–5     | Antônio Rogério Nogueira | TKO (golpes)                      | UFC Fight Night: Bader vs. Nogueira 2 | 19 de noviembre de 2016  | 3     | 3:51   | São Paulo               |                                                                                             |
| Victoria      | 21–5     | Ilir Latifi              | KO (rodillazo)                    | UFC Fight Night: Arlovski vs. Barnett | 3 de septiembre de 2016  | 2     | 2:06   | Hamburgo                |                                                                                             |
| Derrota       | 20–5     | Anthony Johnson          | KO (golpes)                       | UFC on Fox: Johnson vs. Bader         | 30 de enero de 2016      | 1     | 1:26   | Newark, Nueva Jersey    |                                                                                             |
| Victoria      | 20–4     | Rashad Evans             | Decisión (unánime)                | UFC 192                               | 3 de octubre de 2015     | 3     | 5:00   | Houston, Texas          |                                                                                             |
| Victoria      | 19–4     | Phil Davis               | Decisión (dividida)               | UFC on Fox: Gustafsson vs. Johnson    | 24 de enero de 2015      | 3     | 5:00   | Estocolmo               |                                                                                             |
| Victoria      | 18–4     | Ovince St. Preux         | Decisión (unánime)                | UFC Fight Night: Bader vs. St. Preux  | 16 de agosto de 2014     | 5     | 5:00   | Bangor, Maine           |                                                                                             |
| Victoria      | 17–4     | Rafael Cavalcante        | Decisión (unánime)                | UFC 174                               | 14 de junio de 2014      | 3     | 5:00   | Vancouver               |                                                                                             |
| Victoria      | 16–4     | Anthony Perosh           | Decisión (unánime)                | UFC Fight Night: Hunt vs. Bigfoot     | 7 de diciembre de 2013   | 3     | 5:00   | Brisbane                |                                                                                             |
| Derrota       | 15–4     | Glover Teixeira          | TKO (golpes)                      | UFC Fight Night: Teixeira vs. Bader   | 4 de septiembre de 2013  | 1     | 2:55   | Belo Horizonte          |                                                                                             |
| Victoria      | 15–3     | Vladimir Matyushenko     | Sumisión (guillotine choke)       | UFC on Fox: Johnson vs. Dodson        | 26 de enero de 2013      | 1     | 0:50   | Chicago, Illinois       | Sumisión de la Noche.                                                                       |
| Derrota       | 14–3     | Lyoto Machida            | KO (golpe)                        | UFC on Fox: Shogun vs. Vera           | 4 de agosto de 2012      | 2     | 1:32   | Los Ángeles, California |                                                                                             |
| Victoria      | 14–2     | Quinton Jackson          | Decisión (unánime)                | UFC 144                               | 26 de febrero de 2012    | 3     | 5:00   | Saitama                 | Pelea acordada a 211 lb (95 kg); Jackson no pudo hacer el peso requerido.                   |
| Victoria      | 13–2     | Jason Brilz              | KO (golpe)                        | UFC 139                               | 19 de noviembre de 2011  | 1     | 1:17   | San José, California    |                                                                                             |
| Derrota       | 12–2     | Tito Ortiz               | Sumisión (guillotine choke)       | UFC 132                               | 2 de julio de 2011       | 1     | 1:56   | Las Vegas, Nevada       |                                                                                             |
| Derrota       | 12–1     | Jon Jones                | Sumisión (guillotine choke)       | UFC 126                               | 5 de febrero de 2011     | 2     | 4:20   | Las Vegas, Nevada       |                                                                                             |
| Victoria      | 12–0     | Antônio Rogério Nogueira | Decisión (unánime)                | UFC 119                               | 25 de septiembre de 2010 | 3     | 5:00   | Indianapolis, Indiana   |                                                                                             |
| Victoria      | 11–0     | Keith Jardine            | KO (golpe)                        | UFC 110                               | 21 de febrero de 2010    | 3     | 2:10   | Sídney                  |                                                                                             |
| Victoria      | 10–0     | Eric Schafer             | Decisión (unánime)                | UFC 104                               | 24 de octubre de 2009    | 3     | 5:00   | Los Ángeles, California |                                                                                             |
| Victoria      | 9–0      | Carmelo Marrero          | Decisión (unánime)                | UFC Fight Night: Condit vs. Kampmann  | 1 de abril de 2009       | 3     | 5:00   | Nashville, Tennessee    |                                                                                             |
| Victoria      | 8–0      | Vinny Magalhães          | TKO (golpes)                      | The Ultimate Fighter 8 Finale         | 13 de diciembre de 2008  | 1     | 2:18   | Las Vegas, Nevada       | Ganó el The Ultimate Fighter 8.                                                             |
| Victoria      | 7–0      | Buckley Acosta           | Sumisión (arm-triangle choke)     | XCC 6: Western Threat                 | 5 de abril de 2008       | 1     | 0:47   | Reno, Nevada            |                                                                                             |
| Victoria      | 6–0      | Brad Peterson            | Decisión (unánime)                | IFO: Fireworks in the Cage IV         | 28 de diciembre de 2007  | 3     | 5:00   | Las Vegas, Nevada       |                                                                                             |
| Victoria      | 5–0      | Ulisses Cortez           | KO (golpes)                       | SE: Vale Tudo                         | 27 de octubre de 2007    | 1     |        | México                  |                                                                                             |
| Victoria      | 4–0      | Dicky Chavez             | TKO (golpes)                      | KOTC: Unstoppable                     | 15 de septiembre de 2007 | 1     | 0:41   | San Carlos, Arizona     |                                                                                             |
| Victoria      | 3–0      | Tim Peacock              | TKO (golpes)                      | Rage in the Cage 94                   | 9 de junio de 2007       | 2     | 2:50   | Camp Verde, Arizona     |                                                                                             |
| Victoria      | 2–0      | David Baggett            | Sumisión (rear-naked choke)       | Proving Grounds 1                     | 12 de mayo de 2007       | 1     |        | Islas Caimán            |                                                                                             |
| Victoria      | 1–0      | Dave Covello             | TKO (golpes)                      | WFC: Desert Storm                     | 31 de marzo de 2007      | 1     | 2:21   | Camp Verde, Arizona     |                                                                                             |